# Tradició jahvista
La tradició jahvista o jahvisme, d'acord amb la hipòtesi documental, és una de les quatre fonts principals a partir de les quals es van escriure els llibres de la Tanakh (per als jueus) o Antic Testament (per als cristians), datada entre els segles X aC i IX aC. És la font més antiga, i les seves narracions representen la meitat del Gènesi i la primera meitat de l'Èxode, a més de fragments del Llibre dels Nombres.
Es denomina jahvista (o amb l'abreviació J) perquè els seus autors solen designar Déu amb el nom de Jahvè (és a dir, el tetragràmaton «YHWH»); solen descriure Déu amb reaccions i actituds humanes, com un Déu familiar i proper, i tenen un interès especial en el territori del Regne de Judà i en persones relacionades amb la seva història. Redactada aproximadament al 950 aC, fou més tard incorporada a la Torà (c. 400 aC).

## Antecedents
L'autor jahvista del Gènesi fou identificat per primer cop el 1753 pel metge francès Jean Astruc (1684-1766) a la seva obra Conjectures sobre les memòries originals aparentment emprades per Moisès per compondre el Llibre del Gènesi. El terme es va convertir en tradició jahvista per als estudiosos alemanys, d'acord amb la transcripció alemanya del nombre de Jahvè o Jehovà.
Julius Wellhausen (1844-1918) va incorporar la hipòtesi de la font anomenada jahvista a la seva hipòtesi documental, que es va convertir en l'origen de la crítica històrica.

## Naturalesa del text jahvista
En aquesta font, el nom de Déu s'escriu sempre amb el tetragrama YHWH, que els estudiosos van transliterar als temps moderns com Jahvè (en ortografia alemanya Jahweh), i en èpoques anteriors com Jehovà, o simplement com el Senyor, que és el cas a la traducció King James. La traducció del tetragràmmaton pel Senyor es remunta a la primera traducció de la Torà al grec (s. III-II aC) a l'obra coneguda com la Septuaginta amb l'expressió kyrios (senyor). Tot i que anteriorment el nom de Déu, per respecte reverencial, es va deixar d'emprar entre els jueus d'Israel, essent substituït per l'apel·latiu Adonai, que en hebreu es tradueix també per Senyor.
L'autor (amb el pseudònim J) té una fascinació especial per les tradicions relatives a Judà, el quart fill de Jacob, incloses les relatives a la seva relació amb el seu veí Edom; també dona suport a la causa del Regne de Judà contra el d'Israel suggerint, per exemple, que Israel posi la seva mà a Siquem (la capital) per massacrar-n'hi els habitants.
Tot i que dona suport als sacerdots descendents d'Aaró que es van establir a Jerusalem, la capital de Judà, també tracta Déu com un ésser humà, capaç de pesar, i de ser dissuadit, que apareix en persona en certs esdeveniments. En molts casos, en J, Déu es presenta com a punt d'emprendre alguna terrible venjança sobre la humanitat, però n'és dissuadit. Per exemple, en relació amb les activitats a Sodoma i les altres ciutats de la vall, J presenta Déu com a punt de destruir les ciutats però, paul·lativament, Déu és dissuadit per Abraham, fins que consent salvar-les si només hi hagués deu persones dignes a dins de les ciutats. De la mateixa manera, durant l'Èxode, J presenta les queixes dels israelites, i la seva negativa a obeir les lleis en sentit estricte, Déu com a líder està a punt d'abandonar-los, destruir-los, però es penedeix del mal que pensa fer quan Moisès el dissuadeix (Èxode 32:14).